# Дмитрієва Ірина Володимирівна
Іри́на Володи́мирівна Дми́трієва (нар. 21 листопада 1966 року, Горлівка) — педагог, доктор педагогічних наук (2009), професор (2013). 

## Біографічні дані
Народився 21 листопада 1966 року в Горлівка.
У 1988 році закінчила Слов'янський педагогічний інститут, де відтоді й працює: з 2009 року — завідувач кафедри методик корекційного навчання. За сумісництвом: з 1988 по 1990 — вихователь і керівник гуртка Слов'янської школи-інтернату для сліпих та слабозорих дітей; з 2003 по 2008 — старший науковий співробітник Інституту спеціальної педагогіки АПНУ.
У 2010 році стала переможницею конкурсу «Жінка Донбасу» в номінації «Жінка-науковець року».

## Наукова робота
Наукові дослідження: взаємодія розумових та емоційних компонентів розвитку особистості з вадами інтелекту та педагогічні умови їх корекції.
Авторка понад 170 науково-методичних публікацій, серед яких: 20 навчальних програм і навчально-методичних матеріалів, зокрема 10 навчальних програм для загальноосвітніх закладів для дітей з психофізичними порушеннями, монографії, методичні та наукові посібники і підручники, статті в наукових журналах та збірниках наукових праць.
Була членом журі всеукраїнських студентських інтелектуальних змагань: конкурсу студентських наукових робіт з галузі знань «Спеціальна освіта (за нозологіями)» (2018, 2019) та студентської олімпіади (з міжнародною участю) зі спеціальності «Спеціальна освіта» (за нозологіями) (2016—2019).

### Основні праці
За ЕСУ:
- Корекційна спрямованість естетичного виховання в старших класах допоміжної школи. — Слов'янськ, 2008;
- Програма з образотворчого (візуального) мистецтва. К., 2010; Індивідуальний підхід до дитини з деструктивними проявами розвитку. — Слов'янськ, 2010;
- Педагогічна скарбниця. — Слов'янськ, 2012;
- Критерії оцінювання навчальних досягнень учнів початкових класів з порушеннями інтелектуального розвитку: навч.-метод. посіб. К., 2020 (співавтор);
- Стратегії розвитку вищої освіти України у національному та світовому вимірі щодо професійної підготовки в контексті інклюзії // Scientific Collection «InterConf». 2022. № 131 (співавтор)[1].